# Andreu Caimari i Noguera
Andreu Caimari i Noguera (Inca, Mallorca, 1893 - Palma, Mallorca, 1978) fou un escriptor i teòleg mallorquí.

## Biografia
Estudià al Seminari de Sant Pere de Mallorca i obtingué el doctorat en Teologia a la Universitat Gregoriana. Ordenat sacerdot el 1917, fou nomenat catedràtic del Seminari de Mallorca, canonge (1934) i canonge-arxipreste de la Seu de Mallorca (1948).
Publicà poemes, articles, assaigs i biografies, com les del P. Rafel Serra (1929) i del bisbe Llompart Jaume (1929), entre d'altres. Fundà, amb Joan Rotger, la revista Studia, en la qual publicà diversos articles. Poeta molt influït per Costa i Llobera, aconseguí nombrosos guardons a diferents certàmens. Va ser premiat l'any 1916 als Jocs Florals de Palma, i diverses vegades als de Barcelona.
El seu lul·lisme té un caire de divulgació, per una part, i, per l'altra, s'interessa per la crítica textual. Ingressà a la Maioricensis Schola Lullistica el 1975
Inicialment integrat dins el catalanisme catòlic de certs sectors del clergat mallorquí, predicà en català el Sermó de la Conquesta (1920) i adaptà al català dialectal de Mallorca el Sant Evangeli de Pere Ginebra. Però, des de l'inici de la Guerra Civil Espanyola adoptà posicions anticatalanistes, exaltà la revolta militar com una croada i obstaculitzà, com a membre de la Comissió Interdiocesana de Litúrgia, les versions catalanes de la litúrgia.

## Obra
- In hoc signo vinces (1913), poema.
- La trobada de la Mare de Déu de Pollença, drama.
- Perfils de la Ciutat (1932)
- Edificant la ciutat. I. Amor (1935)
- Himnario litúrgico (1944)
- Blanquerna, anotacions en l'edició d'"Els Nostres Clàssics" (1954).[1]
- Calma a l'illa (1958)
- Els nostres alferes a Lluch. (1959)

Poemes presentants als Jocs Florals de Barcelona
- Els foguerons de Santa María la Major (1917) (1r accèssit a la Viola d'or i d'argent)[4]
- L'incendi de ca Na Vaquera (1918) (Premi de l'Englantina d'or)
- Pressentiments (1919 i 1920)
- L'aplegada d'auvelles (1921)
- L'aplega de les ovelles (1922) (Premi de l'Englantina d'or)
- Temps de sembrar (1923) (1r accèssit a la Viola d'or i d'argent)[5]
- A restaurar la Casa (1926)
- La gracia dels aucells (1926 i 1929)
- Els llorers dels Avis (1927)
- Otium (1929)
- Els llorers de la Ciutat (1929 i 1931)
- La ciutat pagesa (1930)
- Les Heretats excelses (1931)
- L'eterna Redempció (1934)
- Caragol treu banya (1935), 2n accèssit a la Flor Natural